# Воєнний фільм
Воєнний фільм або батальний фільм (англ. war film) — жанр, який торкається війни. Це історичний художній фільм, який реконструює події, що реально відбувалася: морські бої, повітряні бої і бої на суші. Жанр сильно асоціюється з 20-им століттям.
Військовий фільм (англ. military film) — художній фільм, що стосується війська, військової справи та життя військових у мирний час.

## Жанр
У центрі художньої композиції воєнного фільму зазвичай знаходиться сцена головного бою, зйомки якого поєднують широкі панорамні плани з великими планами героїв фільму. Воєнні фільми — одні з найвитратніших жанрів в кінематографі, оскільки часто вимагають залучення або виготовлення військової техніки, руйнування декорацій, великих костюмованих масовок, складних комп'ютерних ефектів тощо. 
Воєнним фільмом, може бути фільм будь-якого жанру, що використовує для фабули воєнні події, в кінокласифікації іноді позначається подвійними визначеннями: воєнно-історичний, воєнно-біографічний, воєнно-пригодницький, воєнно-детективний, воєнно-ліричний, воєнно-комедійний тощо. 